# Synagogue B'er Chayim

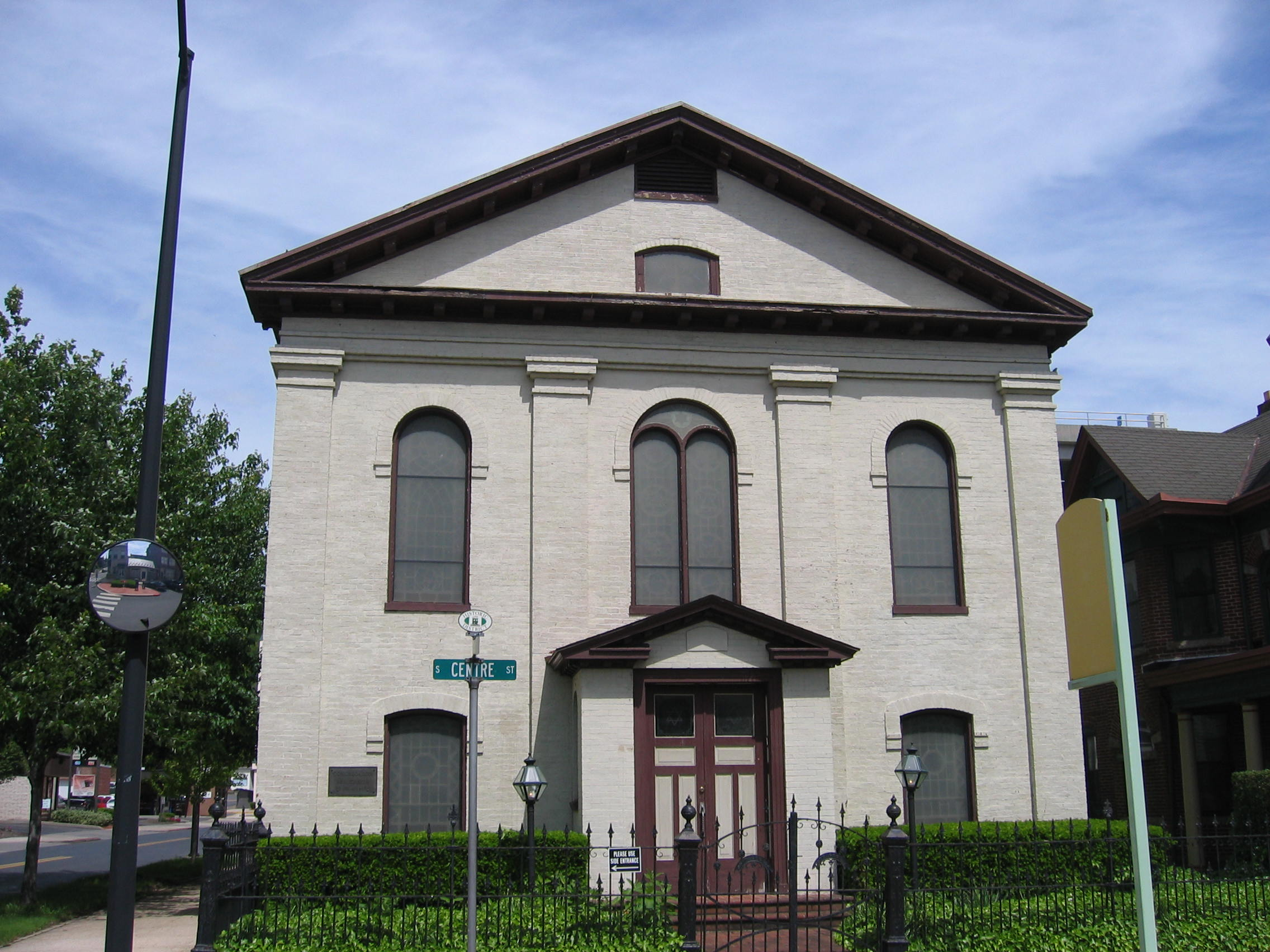
La synagogue B'er Chayim en mai 2008

La synagogue B'er Chayim (hébreu pour « Puits de vie », une métaphore qui associe la Torah à l'eau) située dans la ville de Cumberland dans le comté d'Allegany de l'état du Maryland aux États-Unis, a été construite en 1866 pour la communauté juive locale. Initialement orthodoxe, elle est devenue rapidement une communauté réformée. C'est une des plus anciennes communautés du Maryland, et sa synagogue est une des plus anciennes des États-Unis.

## Histoire de la communauté

### AuXIXesiècle
La présence de résidents juifs à Cumberland est attestée dès 1816. Douze familles vivent à Cumberland, sur une population totale de 6 150 habitants, quand ce petit groupe décide de créer le 27 avril 1853, une communauté sous le nom de B'er Chayim.  Celle-ci est enregistrée le 23 mai par les autorités de l'État avec dépôt de ses statuts. Le 19 novembre 1853, la communauté, après délibération, décide d'embaucher un rabbin : Juda Wechsler, mais celui-ci ne reste qu'une année et est remplacé par Juda Hermann, qui officie pendant deux ans, puis par Isaac Strauss pendant un an, par Freudlich aussi pour un an, par A. Laser pendant deux ans.
Le rabbin Isaac Gottlieb est responsable de la communauté à partir de 1860 et jusqu'à 1864, date à laquelle Isaac Baum est embauché. C'est pendant les fonctions de ce dernier que la synagogue est construite.
B'er Chayim commence comme une communauté orthodoxe, mais rapidement va tendre vers des offices de type plus réformé. La communauté rejoint l'Union des Congrégations Hébraïques Américaines (Union of American Hebrew Congregations - UAHC) le 12 avril 1905 et l'ancien rituel de Jastrow est remplacé par l'Union Prayer Book en 1907.

### Première moitié duXXesiècle

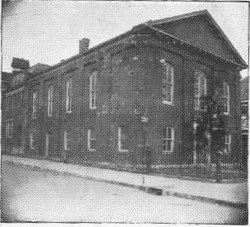
La synagogue en 1923

Les statuts originaux sont remplacés par de nouveaux en 1896. Ils seront révisés en 1906 et 1919, avant d'être complètement refondus en 1924: dans ces nouveaux statuts, les femmes qui déjà avaient l'autorisation d'assister aux offices et participer aux différentes fonctions communautaires, peuvent dorénavant voter. Les statuts seront de nouveau modifiés en 1940 et 1949.
Un petit groupe se sépare en 1925 créant la communauté Beth El. Ces deux communautés vont se rejoindre et fusionner en 1934.
Au début, la communauté est composée principalement de Juifs originaires d'Europe centrale, de Bavière, Autriche et Bohème. À la fin du XIXe siècle et au début du XXe, les nouveaux arrivants à Cumberland sont plutôt originaires d'Europe de l'Est, attirés par l'importance industrielle de cette partie de l'État du Maryland. Ces nouveaux arrivants s'adaptent rapidement aux nombreux changements liturgiques et pendant les fonctions du rabbin Baron et de ces successeurs, la communauté grandit et s'enrichit notablement. 

### Seconde moitié duXXesiècle
À partir des années 1960, le nombre de membres de la communauté B'er Chayim commence à décroitre dû à un vieillissement de la population juive locale et au départ des jeunes générations vers d'autres villes. Il en est de même de la communauté Beth Jacob, la communauté conservative de Cumberland.
C'est pour cette raison que pendant toute la seconde moitié du XXe siècle, des discussions vont se tenir pour l'éventuelle fusion entre les deux communautés. Dans un premier temps les deux communautés décident de n'embaucher qu'un seul rabbin. À partir de 1975, le rabbin Edwin Schoffman célèbre séparément et successivement dans les deux synagogues l'office de chabbat du vendredi soir. La fusion n'intervient qu'en 1998, date à laquelle leurs rouleaux de Torah, leurs plaques commémoratives ainsi que les différents objets rituels sont transférés dans la synagogue B’er Chayim.
En 1991, Schoffman part à la retraite et est nommé rabbin honoraire. Il est remplacé par Scott Gurdin qui occupe le poste de rabbin jusqu'à son départ en 1998. Pendant les cinq années suivantes, la communauté recherche un rabbin à plein temps, embauchant entretemps des rabbins à temps partiel ou intérimaires. En 1998-1999 Shelley Kovar Becker est la première femme rabbin de la communauté et en 2001-2002 Tracy Klirs occupe par intérim le poste.
Ce n'est qu'en janvier 2003, que Stephen L. Sniderman est embauché comme rabbin à plein temps de la communauté B’er Chayim, poste qu'il occupe toujours début 2012. Sniderman, né à Toronto au Canada a fait ses études à l'université York de Toronto et a obtenu un diplôme en histoire européenne à l'université Johns-Hopkins (Baltimore) avant de faire des études rabbiniques à l'Hebrew Union College de Jérusalem et de Cincinnati. Il est ordonné rabbin en 1975 et a poursuivi des études sur l'histoire juive.  
La réunion des communautés représente actuellement entre 75 et 80 familles.

## Histoire

### Construction
Avant 1853, la communauté juive tient ses offices dans différents lieux. Puis elle se réunit au second étage d'un bâtiment situé au 22 Baltimore Street, et ensuite à partir de 1856, dans le bâtiment dénommé le Semmes' Law Building au 7 Washington Street jusqu'à l'édification du bâtiment actuel.
Le 30 octobre 1853, un terrain est acheté à l'intersection de South Centre Street et d'Union Street, avec 40 pieds (12 mètres) de façade donnant sur South Centre Street et à l'arrière 100 pieds (30 mètres) le long d'Union Street jusqu'à Ash Alley. 
Pour l'acquisition du terrain, la communauté est mise à contribution. Chaque membre doit payer une somme fixe de 25 cents par semaine. Ceux qui le peuvent doivent payer une somme plus importante. En plus, des amendes sont infligées à ceux qui parlent ou qui mâchouillent pendant les offices, à ceux qui se rassemblent devant la synagogue, qui amènent des enfants de moins de cinq ans ou qui quittent la synagogue avant la fin de l'office sans la permission de l'officiant. Les offices commémoratifs, les mariages et les décès apportent des fonds supplémentaires à la communauté. Jusqu'en 1881, la loi du Maryland impose que chaque mariage soit annoncé publiquement lors de trois chabbats successifs. Ces proclamations effectuées par le Shames (bedeau) rapportent à la communauté entre un et cinq dollars. 
Pour la construction du bâtiment, le registre des comptes indique que la somme de 5 530,15 dollars a été recueillie : la communauté de Baltimore contribue pour 1 091 dollars et celle de Frederick pour 11 dollars, le comité des fêtes pour 13,15 dollars. Un emprunt est souscrit par l'Association de construction pour un montant de 1 500 dollars, dont la dernière échéance sera remboursée le 1er janvier 1875. Le complément est apporté par les familles juives de Cumberland.  
En 1864 les travaux de construction de la synagogue commencent. Leur coût, d'après le registre des comptes se monte à la somme totale de 7 427,02 dollars, dont seulement 4 749,37 dollars seront versés à l'entreprise locale de construction de John B. Walton responsable des travaux. On ignore la raison de l'écart entre ces deux sommes, qui n'est pas indiquée dans le registre. 

### Description
Inspiré du style Greek Revival, le bâtiment possède une façade ornée de quatre pilastres, d'un joli fronton et de quatre fenêtres à arc plein cintre de style néoroman (Rundbogenstil), fort peu Greek Revival. 
Le bâtiment de deux niveaux, en brique, avec pignon frontal, repose sur une assise en moellons taillés, d'aspect brut, recouverte de pierres d'aspect lisse, à l'exception de la façade sud dont l'assise est en briques. La façade avant à l'ouest, large de trois travées, se trouve face à la South Centre Street, et la façade latérale nord, large de cinq travées, se situe le long de l'Union Street. À l'arrière de la synagogue, s'étend une adjonction de 3 travées sur deux niveaux et demi, et sur le côté sud, à l'arrière,  un plus petit ajout de un niveau. 
La façade principale possède un fronton et une corniche, tous les deux ornés de modillons. La façade est divisée en trois travées par quatre pilastres en brique. Chaque travée contient une fenêtre à arc plein-cintre au niveau du premier étage, la fenêtre centrale plus large contient deux arches rondes surmontées d'une arche commune. Le rez-de-chaussée comprend en son centre, une porte d'entrée double fermant un porche en brique à fronton brisé. Les deux côtés du porche contiennent chacun une petite fenêtre à arc plein cintre et de part et d'autre du porche, on trouve une fenêtre à arc surbaissé avec des vitraux assemblés. Toutes les fenêtres en façade ouest possèdent des linteaux en brique légèrement saillants. Sur le fronton, deux ouvertures, en bas une fenêtre horizontale à arc surbaissé avec vitraux, et une aération au sommet du fronton. 
Les façades sud et nord possèdent cinq travées en retrait, chacune avec une baie à chaque niveau. Les cinq fenêtres du premier étage sont identiques aux fenêtres latérales du premier étage de la façade principale. La plupart des fenêtres du rez-de-chaussée sont des fenêtres à guillotine.  
La façade Est est cachée par le bâtiment en briques de deux niveaux et demi rajouté en 1900. 
Jusqu'en 2011, le bâtiment était recouvert d'un enduit et peint en blanc. Des travaux exécutés au second semestre 2011, lui ont rendu son aspect original en briques apparentes.

### Consécration en 1867
L'ouverture de la nouvelle synagogue est l'occasion de l'achat d'un second Sefer Torah. Celui-ci acheté à New York par Joseph Sonneborn, est gardé précieusement par celui-ci, jusqu'au jour de la consécration, dans sa propre maison, d'où il le transportera lors d'une procession solennelle jusqu'à la synagogue, avant de le donner au président de la communauté. 
De nombreuses personnalités sont invitées à participer à la cérémonie: les rabbins Benjamin Szold (le père d'Henrietta Szold), H. Hochheimer de Baltimore et Isaac Mayer Wise de Cincinnati doivent officier conjointement avec le rabbin Baum. Pour une raison inconnue, le rabbin Wise se trompe de semaine et n'arrivera que le vendredi suivant, déçu d'apprendre son erreur. La cérémonie est ouverte au public qui se presse dans la nouvelle synagogue pleine à craquer. L'événement est considéré comme particulièrement réussi. Le samedi suivant un office de rattrapage sera effectué spécialement en l'honneur du rabbin Wise.  
Bien que la communauté soit initialement orthodoxe, elle se tourne rapidement vers la réforme. Dès les années 1850, le shohet (abatteur rituel) n'est plus indispensable et même avant la construction de la synagogue en 1867, il n'existe plus de séparation entre les hommes et les femmes lors des offices.

### Vie de la synagogue
À l'exception de la construction de la maison du rabbin, peu de changements ont été effectués sur la synagogue : le 23 novembre 1898, la communauté achète un terrain adjoignant sur le côté sud, à l'arrière de la synagogue, pour la somme de 150 dollars, et y édifie un bâtiment pour le rabbin. Ce bâtiment sera occupé pendant de nombreuses années par les rabbins successifs, puis sera loué à des personnes privées. En 1923, il est utilisé comme clubhouse pour les membres de la communauté. Depuis le milieu des années 1930 et jusqu'à nos jours, le bâtiment sert pour le Talmud Torah, enseignement religieux donné le dimanche.
La communauté achète en 1882 un orgue pour la synagogue et en installe un nouveau en 1908. La synagogue est modernisée à l'époque du rabbin Baron : l'intérieur du bâtiment est complètement remanié; la Bimah est agrandie, le sol du vestibule est abaissé et les salles pour les cours du dimanche sont rendues plus attractives pour les élèves. L'auditorium au premier étage, lugubre, avec ses chandeliers massifs à gaz et ses bancs inesthétiques est redécoré avec goût. L'électricité est installée et des bancs modernes remplacent ceux d'origine. Un nouvel orgue moderne à tuyaux est offert en 1924 à la mémoire de M. et Mme Samuel Rosenthal.
Pendant les années 1950, des embellissements sont réalisés et une plaque de bronze est apposée sur le mur extérieur mentionnant le nom de la communauté et la date de sa fondation. Pour les offices du samedi matin, les enfants du chœur sont dorénavant vêtus d'une robe. Les vitres de la salle de prière, en place depuis 1864, sont remplacées par des vitraux. 
En 1978, pour le 125e anniversaire de la communauté, la synagogue B’er Chayim  fait l'objet d'une demande d'inscription au Registre national des lieux historiques. Son inscription intervient le 15 novembre 1979 sous le numéro 79001106 (numéro d'inventaire: AL-IV-A-110).
Au début de 1980, des améliorations sont apportées au bâtiment, le toit est réparé et une climatisation installée. En 1999, deux panneaux de vitraux ayant appartenu à la synagogue Beth Jacob, sont installés dans le vestibule.
En 2001, le conseil d'administration de la communauté est averti qu'au moins un des six rouleaux de Torah de l'Arche Sainte, nécessite quelque attention. Les rouleaux âgés de plus de cent ans sont devenus non cachères, en raison de certains mots altérés. Le rabbin Menachim Youlis, le scribe qui répare les Torah les décrit comme étant « des trésors riches en histoire ». Il réussit à identifier leur âge ainsi que le scribe original de deux d'entre eux.